# 楽園とペリ
『楽園とペリ』（らくえんとペリ、Das Paradies und die Peri）作品50は、ロベルト・シューマンが作曲したオラトリオ。『天国とペリ』とも称されるが、キリスト教世界ではなく、ペルシア世界を題材としているため、『楽園とペリ』の名称が好まれている。
内容は、罪を犯し楽園を追放された妖精 ペリの一族の子供が、再び楽園に迎え入れられるために「最も天の心に適う捧げ物」を探すという内容であり、同じくシューマン作曲のメルヒェン音楽 『バラの巡礼』にも通じる部分がある。

## 概要
1840年頃に東洋風の劇的な作品のための素材を探していたシューマンは、アイルランドの詩人トマス・モアの詩集『ララ・ルーク』の中にある「楽園とペリ」に興味を惹かれる。1841年の夏に友人のエミール・フレクシヒにドイツ語翻訳を依頼したのち自身も台本の作成に着手し、アドルフ・ベットガーの助言を得ながら翌1842年の1月に台本を完成させた。
作曲は1843年2月に開始し、6月に全曲が完成された。初演は1843年12月4日、ライプツィヒのゲヴァントハウスでシューマン自身の指揮で行われ、大成功を収めた。初演の後にドイツ各地で50回上演されたと伝えられる。またメンデルスゾーンから最大級の賛辞を贈られている。
オリエント趣味を窺わせる100分近い大作であり、市民合唱が盛んになる作曲当時を反映して多様な合唱曲が取り入れられているため、ドイツ語圏では頻繁にアマチュア合唱団によっても上演される。日本では人気があると言い難く、演奏されることがほとんどない状況である。

## 編成
器楽：ピッコロ、フルート2、オーボエ2、クラリネット2、ファゴット2、ホルン4、トランペット2、トロンボーン3、チューバ、ティンパニー一対、トライアングル、大太鼓、シンバル、ハープ、弦5部
声楽：ソプラノ（ペリ）、ソプラノ（乙女）、アルト（天使、アルト･ソロ）、テノール（語り、若者、テノール・ソロ）、バリトン（暴君ガズナ、男、バリトン･ソロ）、混声合唱
(メゾ・ソプラノ･ソロの指定もあるため、乙女を歌うソプラノかアルトが歌う場合が多い)

## 演奏時間
約1時間40分（各25分、30分、45分）

## 構成
全3部26曲で構成され、全曲の演奏時間は約1時間30分以上。

### 第1部
エデンの前で泣くペリの前に天使が現れ、「最も天の心に適う捧げ物を贈ればその罪を赦されるだろう」と告げる。ペリはインドへと飛び、暴君ガズナに立ち向かって死んだ勇敢な若者の最期の一滴を捧げ物として選ぶ。
第1曲 朝の陽に輝くエデンの門前に
第2曲 何と幸福にさまようのだろう、あの聖霊たちは
第3曲 光の戸口を守る気高い天使がこの言葉を聞きつけた
第4曲 それをどこで見つけよう? 天の心を満たすその贈り物は
第5曲 ペリはこんな思いに耽りながら、翼をゆすった
第6曲 しかし、今やその国の流れは
第7曲 ひとりの若者が尚も孤独に踏みとどまっている
第8曲 悲しや、悲しや、彼は的を外した
第9曲 ペリはその深い傷痕を見た

### 第2部
エデンの門の前で天使に捧げ物を拒絶されたペリはアフリカへ落ち、ナイルの泉で疲れを休ませる。エジプトでは伝染病が流行しており、死の間際の若者が湖の畔で喉を潤わせようとすると、恋人の乙女が共に死ぬことを選んで彼を抱きしめ、共に息絶える。
第10曲 ペリはおずおずした足どりでエデンの門に歩み寄る
第11曲 ペリの最初の天国への希望は消えた
第12曲 あの空気の子は、エジプトの王たちの
第13曲 ペリが泣く
第14曲 緑の森の中で、静かな湖畔で
第15曲 見捨てられた若者に
第16曲 おお、あなたから吐き出された至福の空気
第17曲 今は眠れ、香り高い夢に包まれて憩え

### 第3部
乙女の誠実で信仰心ある心を捧げ物に選んだペリだが、それにもエデンの門は開かない。旅を続けたペリはシリアへと行きついたが、ペリの一族の群れに囲まれて早く天に戻れるようにと急かされる。この地では一人の純真な少年を人殺しの男が襲おうとしていたが、少年の清らかさに男は涙を流して己の罪を悔いる。天から讃美歌が流れ、月から零れ落ちた滴によって疫病は去り、男の罪は許される。そして罪人の涙を捧げ物として、ペリは遂に楽園へと迎え入れられる。
第18曲 アラーの王座に至る階段を飾ろう
第19曲 遠い歌声に耳を傾けながら
第20曲 まだ門前払いだ！またしても黄金の玄関が締め切られた！
第21曲 今や夕べの黄金の光は
第22曲 やがてペリが下界に舞い降りると
第23曲 あの太陽の寺院へ降りていこう！
第24曲 おお、心の底から悔恨の聖なる涙よ
第25曲 六月の暑熱に灼れて、一滴の滴がエジプトの大地に落ちる(四重唱)
第26曲 喜び、永遠の喜び、私の仕事は成し遂げられた